# Шерстино (Березовська сільрада)
Шерстино (рос. Шерстино) — присілок в Арзамаському районі Нижньогородської області Російської Федерації.
Населення становить 28 осіб. Входить до складу муніципального утворення Березовська сільрада.

## Історія
Від 2009 року входить до складу муніципального утворення Березовська сільрада.

## Населення
| 1999 | 2002 | 2010 |
| ---- | ---- | ---- |
| 63   | ↘50  | ↘28  |